# Тарновский, Адам (дипломат)
Адам Тарновский (пол. Adam Tarnowski; 2 марта 1892 — 9 мая 1956) — граф, польский дипломат, министр иностранных дел польского правительства в изгнании.

## Биография
Представитель аристократического графского рода Тарновских герба Лелива.
Родился в семье дипломата Австро-Венгрии Адама Тарновского (старшего).
Дипломатическую карьеру начал до развала Австро-Венгрии в 1918 году. С 1919 года — на службе в министерстве иностранных дел независимой Польской Республики.
Секретарь польского посольства в Париже (июнь-октябрь 1923 г.) и в Москве (февраль-ноябрь 1924 г.).
В 1930—1941 г. — чрезвычайный и полномочный посол Польши в Болгарии.
С 1941 по 1944 г. — посол Польши при эмиграционном правительстве Чехословакии.
В 1944—1949 г. — министр иностранных дел эмиграционных польских правительств премьер-министров Т. Арчишевского (1944—1947), а затем Т. Коморовского (1947—1949).
Автор книги воспоминаний «Two Polish attempts to bring about a Central-East European. A Lecture given by Adam Tarnowski at Polish Heart» (1943).